# Владимир Расате
Владимир Расате (буг. Владимир Расате) био је бугарски владар од 889. до 893. године.

## Биографија
Владимиров отац био је Борис I. Након повлачења Бориса у манастир, Владимир је постао кнез Бугарске (889. година). Владимир је био најстарији Борисов син, вероватно једини који је рођен као паган. Према Константину VII Порфирогенету, Владимир је учествовао у бугарском нападу на Србију који се догодио још пре покрштавања Бугарске. О Владимировој владавини има мало података. Године 892. склопио је савез са источнофраначким краљем Арнулфом Карантанијским против Великоморавске кнежевине. Савез је био уперен и против Византије са којом је Велика Моравска била у савезу.
Владимир се памти по покушају да искорени хришћанство у Бугарској. Константин Преславски бележи да је Владимир уништавао храмове и прогонио свештенике јер их је сматрао византијским шпијунима и непријатељима бугарске слободе. Борис је 893. године напустио манастир и свргнуо сина. Ослепио га је и утамничио, а на престо поставио свога другог сина, Симеона. О Владимиру након 893. године нема података у историјским изворима.